# Air Wales
Air Wales war eine britische Fluggesellschaft mit Sitz im walisischen Rhoose.

## Geschichte

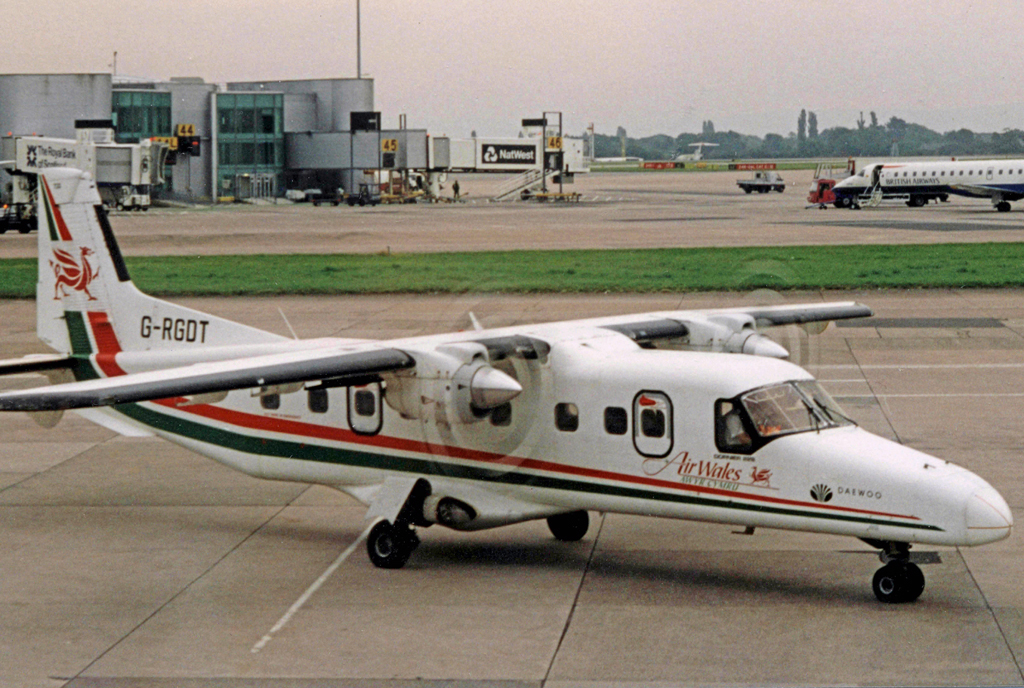
Dornier 228 der Air Wales, Manchester 2001

Die Fluggesellschaft wurde im Januar 1997 gegründet und nahm im Januar des Jahres 2000 den Flugbetrieb ab dem Flughafen Pembrey auf. Die Flotte bestand anfangs aus Flugzeugen vom Typ Dornier 228. Im Oktober 2001 verlegte man den Hauptsitz zum Flughafen Swansea. 
Jedoch schon Ende Oktober 2004 wurde die Basis in Swansea aufgegeben und der Hauptsitz nach Cardiff verlegt. Als Grund wurde angegeben, dass das Liniennetz ab Swansea unrentabel sei und schon seit längerem subventioniert war. Am 23. April 2006 wurde der unprofitable Linienflugbetrieb schließlich eingestellt. Air Wales wollte sich danach auf das Fracht- und Charterfluggeschäft konzentrieren, blieb dabei jedoch erfolglos.

## Flugziele
Das Liniennetz bestand aus diversen Routen, zumeist ab Cardiff. Unter den Zielen befanden sich neben Cardiff Paris, Brüssel, Cork, Waterford, Dublin, Belfast, Glasgow, Aberdeen, Newcastle, Manchester, Exeter, Newquay, Jersey, Plymouth und Rennes.

## Flotte

### Flotte bei Betriebseinstellung
Zuletzt bestand die Flotte der Air Wales aus fünf Flugzeugen:
- 5 ATR 42-300

### Zuvor eingesetzte Flugzeuge
- Dornier 228